# Regionalwahl in den Abruzzen 2000
Die Regionalwahl in den Abruzzen 2000 fand am 16. April statt; der Regionalrat und der Präsident der Region wurden gleichzeitig gewählt.

## Wahlergebnis
| Kandidaten                           | Kandidaten           | Stimmen | %    | Listen                   | Stimmen | %    | Mandate |
| ------------------------------------ | -------------------- | ------- | ---- | ------------------------ | ------- | ---- | ------- |
|                                      | Giovanni Pacegewählt | 382.353 | 49,3 | Forza Italia             | 142.197 | 19,2 | 8       |
| Alleanza Nazionale                   | Giovanni Pacegewählt | 382.353 | 49,3 | 94.139                   | 12,7    | 5    |         |
| Centro Cristiano Democratico         | Giovanni Pacegewählt | 382.353 | 49,3 | 55.053                   | 7,4     | 3    |         |
| Cristiani Democratici Uniti          | Giovanni Pacegewählt | 382.353 | 49,3 | 25.372                   | 3,4     | 1    |         |
| Partito Democratico Cristiano        | Giovanni Pacegewählt | 382.353 | 49,3 | 20.294                   | 2,7     | 1    |         |
| Liberal Sgarbi – I Libertari         | Giovanni Pacegewählt | 382.353 | 49,3 | 9.761                    | 1,3     | –    |         |
| Movimento Sociale Fiamma Tricolore   | Giovanni Pacegewählt | 382.353 | 49,3 | 9.586                    | 1,3     | –    |         |
| Patto per l'Abruzzo                  | Giovanni Pacegewählt | 382.353 | 49,3 | 8.374                    | 1,1     | –    |         |
| Mandate der Listengruppe             | Giovanni Pacegewählt | 382.353 | 49,3 | –                        | –       | 8    |         |
| ↳ Gesamt                             | Giovanni Pacegewählt | 382.353 | 49,3 | 364.776                  | 49,2    | 26   |         |
|                                      | Antonio Falconio     | 378.739 | 48,8 | Democratici di Sinistra  | 148.939 | 20,1 | 7       |
| Partito Popolare Italiano            | Antonio Falconio     | 378.739 | 48,8 | 64.981                   | 8,8     | 3    |         |
| I Democratici                        | Antonio Falconio     | 378.739 | 48,8 | 43.766                   | 5,9     | 2    |         |
| Socialisti Democratici Italiani      | Antonio Falconio     | 378.739 | 48,8 | 33.866                   | 4,6     | 1    |         |
| Partito della Rifondazione Comunista | Antonio Falconio     | 378.739 | 48,8 | 31.692                   | 4,3     | 1    |         |
| Partito dei Comunisti Italiani       | Antonio Falconio     | 378.739 | 48,8 | 15.670                   | 2,1     | 1    |         |
| Unione Democratici per l'Europa      | Antonio Falconio     | 378.739 | 48,8 | 12.676                   | 1,7     | 1    |         |
| Federazione dei Verdi                | Antonio Falconio     | 378.739 | 48,8 | 12.128                   | 1,6     | –    |         |
| Nicht gewählte Direktkandidat        | Antonio Falconio     | 378.739 | 48,8 | –                        | –       | 1    |         |
| ↳ Gesamt                             | Antonio Falconio     | 378.739 | 48,8 | 363.718                  | 49,1    | 17   |         |
|                                      | Luigino Del Gatto    | 9.380   | 1,2  | Lista Emma Bonino        | 8.042   | 1,1  | –       |
|                                      | Paolo Vecchioli      | 5.699   | 0,7  | Fronte Sociale Nazionale | 4.185   | 0,6  | –       |
| Gesamt                               | Gesamt               | 776.171 | 100  |                          | 740.721 | 100  | 43      |